# C More Entertainment
C More Entertainment är ett medieföretag, känt för sina skandinaviska betalkanaler under C More-varumärket samt sin streamingtjänst.

## Historik
Varumärket C More är ett samlingsnamn på en streamingtjänst och ett antal betal-tv-kanaler som sänder till Sverige, Norge, Finland och Danmark med inriktning på långfilmer, tv-serier och sport.
Företaget har sitt ursprung i Canal+ Television AB, den skandinaviska avdelningen av den franska tv-kanalen Canal+, som bildades 1996 i och med Canal Plus uppköp av Filmnets filmkanaler. 2003 sålde moderföretaget Canal+ sina skandinaviska kanaler till Nordic Capital och Baker Capital, som nylanserade Canal+ Television under namnet C More Entertainment.
Företaget köptes i februari 2005 av SBS Broadcasting som sedan gick samman med tyska Prosiebensat.1 Media. Tyskarna sålde i juni 2008 C More Entertainment AB till TV4-gruppen. Den 11 maj 2010 köpte Telenor 35 procent av ägandet i C More Entertainment av TV4-gruppen.
Köpet var villkorligt eftersom affären behövde godkännas av EU:s konkurrensmyndighet innan det genomfördes. Köpet godkändes och de tv-kanaler som TV4-gruppen förvärvade var: Canal+ First, Canal+ Hits, Canal+ Action, Canal+ Drama, Canal+ Comedy, Canal+ Film HD, Canal+ Sport1, Canal+ Sport2, Canal+ Sport Extra och Canal+ Sport HD. Den 1 oktober 2009 startade kanalen SF-kanalen som är ett samarbete mellan Canal+ och SF. Tidigare under året startades Canal9 i Danmark.
Kanalerna bytte namn till C More den 4 september 2012. Namnet C More togs fram av ordarkitekten Stian Hansen, där namnet är en ordlek som kan läsas på två olika sätt, men rent officiellt står C:et för Canal. Telenor sålde 2014 sin andel till Bonnierkoncernen, där det under ett par år från 2016 ingick i Bonnier Broadcasting vilket innefattande även TV4-gruppen.
År 2019 förvärvades Bonnier Broadcasting av Telia vilket gjorde dem till ägare av C More vilket innefattande även TV4-gruppen.
Den 25 april 2023 meddelade TV4 att det ämnade att slå ihop C Mores strömningstjänst i Sverige med TV4 Play, vilket skedde den 14 augusti 2023. Vid samma tillfälle fick C Mores nuvarande tv-kanaler epitetet TV4 (istället för C More) som frontnamn.
Sedan den 12 december 2023 är alla program borttagna från C More Sverige.

### Kanalhistorik (–2006)
C More-kanalerna har sitt ursprung i Filmnets kanalutbud, som ägdes av Nethold och påbörjade sina sändningar under 1980-talet. 1996 köptes Nethold upp av den franska betal-tv-kanalen Canal+, och det nästföljande året bytte de två Filmnet-kanalerna namn till Canal+, vars utbud skiljde sig i de olika länderna, och Canal+ Gul, som sände samma program i hela Skandinavien, dock med olika textning.
År 1999 tillkom Canal+ Blå, och 2001 startade Canal+ Zap.
Som en följd av ägarbytet år 2003 genomfördes en omfattande förändring av Canal+Plus-kanalerna den 1 maj 2004.  Canal+ Gul, Canal+ Blå och Canal+ Zap omformades och gavs nya namn; Canal+ Film 1, Canal+ Film 2 respektive Canal+ Sport. Slutligen och en ny kanal kallad C More Film.
1 september 2005 utökades kanalutbudet ytterligare. C More HD sjösattes, och blev Sveriges första HDTV-kanal. Formatet som användes var 1080i.
Samtidigt med C More HD fick ytterligare två filmkanaler premiär: Canal+ Film 3 och C More Film 2. Vidare bytte Canal+ Film 1 namn till Canal+ Film, och majoriteten av sportutbudet flyttades till Canal+ Sport som också gjordes om till fyra nationella varianter – tidigare hade utbudet varit gemensamt för hela Skandinavien.

### Milstolpar (2006–)
- 1 november 2006 gjorde Canal+ ytterligare en ansiktslyftning. Huvudkanalen Canal+ ersattes av Canal+ Mix, en sportkanal – Canal+ Sport 2 – tillkom och C More Film-kanalerna lades ner. Canal+ Film, Canal+ Sport och C More HD bytte namn till Canal+ Film 1, Canal+ Sport 1 respektive Canal+ HD.
- I februari 2007 lanserades ännu en HD-kanal, Canal+ Sport HD och samtidigt omformades Canal+ HD till en renodlad filmkanal och bytte namn till Canal+ Film HD.
- I oktober 2007 fusionerades SBS Broadcasting Group med den tyska tv-koncernen ProSiebenSat.1 Media med huvudkontor i München, Tyskland.
- I november 2007 i och med att Canal+ fyllde 10 år lanserade man Canal+ First, Canal+ Comedy, Canal+ Action, Canal+ Hits, Canal+ Drama och Canal+ Sport Extra. Canal+ Sport 1, Canal+ Sport 2, Canal+ Sport HD och Canal+ Film HD
- I juni 2008 köptes Canal+ av TV4-gruppen
- 1 oktober 2009 lanserades SF-kanalen, med det utökas antal kanaler till elva.
- 1 april 2010 lanserades Canal+ Series och Canal+ Comedy lades ner.
- 27 augusti 2010 Canal+ Extra 1, Canal+ Extra 2, Canal+ Extra 3, Canal+ Extra 4, Canal+ Fotboll och Canal+ Hockey lanseras.[10]
- 19 mars 2011 lanserades Canal+ Extra HD 3D+.
- 1 juni 2011 lanserades Canal+ Family och Canal+ Emotion  och Canal+ Drama lades ner.
- 4 september 2012 bytte kanalen namn till C More.
- 6 maj 2015 tecknade kanalen ett treårigt sändningsavtal med Hockeyallsvenskan.
- 1 februari 2016 upphörde sändningar av erotik.[11]
- I december 2019 köptes C More av Telia[4]
- 14 februari 2022 bytte kanalen den röda varumärkesfärgen till lila, likt ägaren Telias färg.[12]
- Den 14 augusti 2023 övergick C Mores playtjänst i Sverige i TV4 Play samtidigt som bolagets tv-kanaler bytte namn från C More [kanalnamn] till TV4 [kanalnamn].[5][6][7][8][9] Aktiva C More-kunder hade fortsatt abonnemang, betalning och kontouppgifter hos C More under en övergångsperiod.[13]

## Kanalutbud
- 1997: Canal+ och Canal+ Gul.
- 1999: Canal+ Blå lanseras.
- 2001: Canal+ Zap lanseras.
- 2004: Kanalutbudet byts ut till en mixkanal, Canal+ och tre filmkanaler, Canal+ Film 1, Canal+ Film 2 och C More Film samt en sportkanal, Canal+ Sport.
- 2005: Mixkanalen, C More HD och filmkanalen, C More Film 2 lanseras.
- 2006: Kanalutbudet består av två mixkanaler, Canal+ Mix, Canal+ HD samt tre filmkanaler, Canal+ Film 1, Canal+ Film 2 och Canal+ Film 3 samt två sportkanaler, Canal+ Sport 1 och Canal+ Sport 2.
- 2007: Canal+ HD delas upp i två kanaler, Canal+ Sport HD samt Canal+ Film HD.[14]
- 2007: Kanalutbudet består av sex fimkanaler, Canal+ First, Canal+ Comedy, Canal+ Action, Canal+ Hits, Canal+ Drama och Canal+ Film samt fyra sportkanaler, Canal+ Sport 1, Canal+ Sport 2, Canal+ Sport Extra, och Canal+ Sport.
- 2009: SF-kanalen och Canal 9 lanseras.
- 2010: Canal+ Comedy läggs ner och ersätts av Canal+ Series. Canal+ Sport lanseras i Boxers utbud. Canal+ Extra 1, Canal+ Extra 2, Canal+ Extra 3, Canal+ Extra 4, Canal+ Fotboll och Canal+ Hockey lanseras.
- 2011: Canal+ Sport byter namn till Canal+ HD i Boxers utbud. Canal+ HD kommer att vara en blandning av Canal+ Film HD och Canal+ Sport HD.[15] 3DTV-kanalen Canal+ Extra 3D+ lanserars. Canal+ Family och Canal+ Emotion lanseras och Canal+ Drama lades ner.
- 2012: Canal+ blev C More och lanserade C More First, C More Hits, C More Action, C More Emotion, C More Kids, SF-kanalen, C More Series, C More Sport, C More Tennis, C More Fotboll, C More Hockey och C More Live. C More First, C More Hits, C More Series och C More Sport finns också i HD samt så finns tre C More Live kanaler med nummer 2-4 för tillfälliga evenemang.
- 2016: Den 1 september ersattes kanalerna C More Action och C More Emotions av C More Stars.[16]
- 2017: Den 1 januari upphörde C More Tennis och ersattes med den nya kanalen C More Live 5.
- 2023: Den 14 augusti bytte alla kanaler med epitetet C More namn till TV4 samtidigt som kanalerna TV4 Tennis och TV4 Motor lanserades.[9]

## Sportutbud
C More omfattar fyra renodlade sportkanaler: C More Sport, C More Fotboll, C More Hockey och C More Live. samt C More Live 2–4,. Ingen av kanalerna är nischade. C More Sport sänds i fyra olika landsspecifika varianter medan de övriga är "pan-nordiska".
Kanalen hade till och med 2019 rättigheter till Fotbollsallsvenskan. I Sverige direktsänder det SHL och från säsongen 2015/2016 Hockeyallsvenskan. Matcherna därifrån sänds i C More Sport.
Tillsammans med Svenska Hockeyligan delar kanalen ut Håkan Loob Trophy varje år till den ishockeyspelare i SHL som gjort flest mål under grundserien. Den 27 augusti 2010 lades Säsongskortet ned och  Pay Per View-matcher introducerades istället i det nya kanalpaket C More Max.

## Distribution

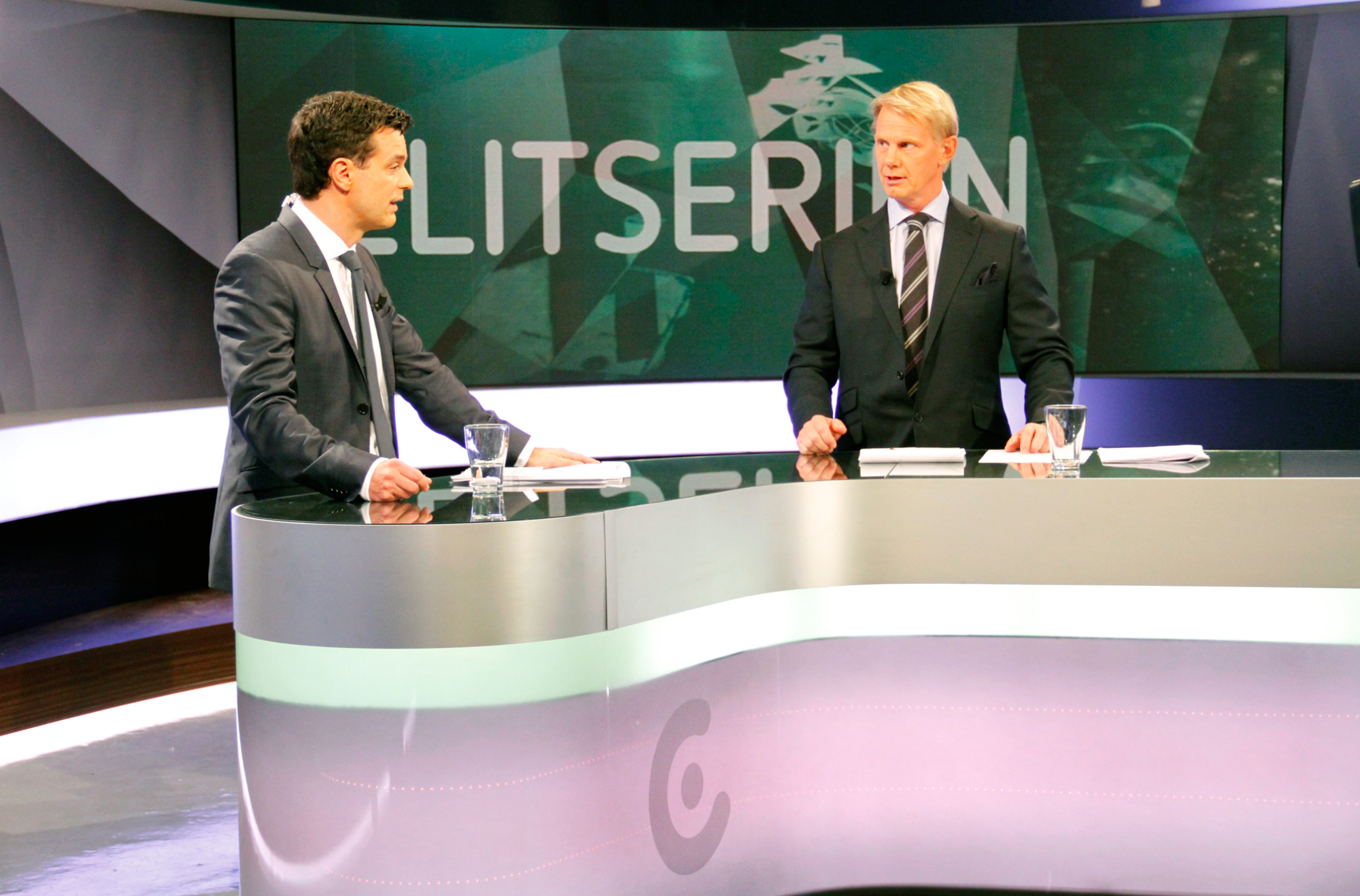
Programledaren Tommy Åström och experten Niklas Wikegård i studion under en sändning av Elitserien i C More Sport.

Kanalerna distribueras via kabel-tv, marksänd digital-tv, satellit-tv och IPTV via åtskilliga distributörer i Skandinavien som till exempel: Boxer (Sverige: marksänd/DVB-T), Viasat (Sverige och Norge: satellit, kabel och IP-TV. Finland: satellit), Tele2 (Sverige: kabel), Telia (Sverige: IP-TV), FastTV (Skandinavien: IP-TV) och TDC Kabel TV (Danmark).
Via det digitala marknätet har C More tillstånd att sända sex kanaler och dessa är sedan mars 2011 Canal+ First, Canal+ HD Mix, Canal+ Hits, Canal+ Series, Canal+ Sport 1, Canal+ Extra HD 3D+ samt SF-kanalen  som distribueras genom operatören Boxer. I det finländska marksända nätet har C More fyra kanalplatser i kanalknippe C som sedan 2006 används för Canal+ Sport 1, Canal+ Sport 2, Canal+ Film 1 och Canal+ Film 2. Canal Digital behandlar krypteringen i det marksända nätet.

### Play-tjänster
C More levererar filmer, tv-serier, sport, live-tv-kanaler och tv-program från TV4-kanalerna (från och med 2017) via sin onlinetjänst. Allt är samlat i samma tjänst och kunden väljer bland olika innehållspaket med löpande månadsabonnemang.
C More hade under en tid två Play-tjänster, dels C More Play och dels Filmnet. De båda tjänsterna var oberoende av varandra, det vill säga krävde separata abonnemang/prenumerationer. Filmnets utbud var detsamma, med undantag av sportsändningarna på C More. Den 9 april 2015 fick båda tjänsterna stöd för Chromecast. C Mores sportkanaler distribuerades från oktober 2013 till mars 2016 även via TV4 Play Premium Sport.
Den 30 juni 2015 stängdes Filmnet och kunderna hänvisades till C More. I början av 2017 flyttades innehållet i TV4 Play Premium till C More.
I samband med att TV4 bytte verkställande direktör i december 2022 meddelade TV4 att C Mores innehåll skulle att flyttas över från deras streamingtjänst till TV4 Play och MTV Katsomo. Däremot skulle C Mores TV-kanaler fortfarande finnas kvar med epitetet TV4. Övergången genomfördes den 14 augusti 2023 då befintliga C More-konton automatiskt omdirigerades till TV4 Play. Från och med augusti 2023 kommer kunder att kunna teckna olika typer av abonnemang i TV4 Play beroende på vad för slags innehåll man vill ta del av.
Live-tv-kanalerna i webbtjänsten omfattar SVT:s, TV4:s och C Mores kanaler.
Den 1 juni 2023 utgick SVT:s kanaler från tjänsten.[källa behövs]
C Mores playtjänst i Sverige lades ner under hösten 2023. Playtjänsten i Finland är flyttad till MTV Katsomoon. I Danmark stängde playtjänsten den 31 december 2023. I Norge ersätts den av TV2 Play.